# Maria Goretti (film 2003)
Maria Goretti – włoski film biograficzny z 2003 roku opowiadający o życiu zamordowanej w wieku 12 lat świętej kościoła katolickiego Marii Goretti.